# Municipio de Shooks
El municipio de Shooks (en inglés: Shooks Township) es un municipio ubicado en el condado de Beltrami en el estado estadounidense de Minnesota. En el año 2010 tenía una población de 189 habitantes y una densidad poblacional de 2 personas por km².

## Geografía
El municipio de Shooks se encuentra ubicado en las coordenadas 47°53′12″N 94°29′3″O / 47.88667, -94.48417. Según la Oficina del Censo de los Estados Unidos, el municipio tiene una superficie total de 94.39 km², de la cual 94,35 km² corresponden a tierra firme y (0,04 %) 0,04 km² es agua.

## Demografía
Según el censo de 2010, había 189 personas residiendo en el municipio de Shooks. La densidad de población era de 2 hab./km². De los 189 habitantes, el municipio de Shooks estaba compuesto por el 96,3 % blancos, el 1,06 % eran afroamericanos y el 2,65 % eran de una mezcla de razas. Del total de la población el 0 % eran hispanos o latinos de cualquier raza.